# West-Saksisch voetbalkampioenschap 1930/31
In 1930/31 werd het negentiende voetbalkampioenschap van West-Saksen gespeeld, dat georganiseerd werd door de Midden-Duitse voetbalbond. Planitzer SC werd kampioen en plaatste zich voor de Midden-Duitse eindronde. De club versloeg TV Theuma en  Wacker Halle en verloor dan van Dresdner SC.

## Gauliga
| Plaats | Club                    | Wed. | W  | G | V  | Saldo | Ptn.  |
| ------ | ----------------------- | ---- | -- | - | -- | ----- | ----- |
| 1.     | Planitzer SC 1912       | 18   | 13 | 2 | 3  | 84:38 | 28:8  |
| 2.     | SVgg Meerane 07         | 18   | 13 | 2 | 3  | 66:33 | 28:8  |
| 3.     | FC 02 Zwickau           | 18   | 11 | 2 | 5  | 59:45 | 24:12 |
| 4.     | Zwickauer SC 05         | 18   | 11 | 1 | 6  | 71:39 | 23:13 |
| 5.     | VfL 1905 Zwickau        | 18   | 10 | 2 | 6  | 53:44 | 22:14 |
| 6.     | VfB 1907 Glauchau       | 18   | 9  | 0 | 9  | 54:44 | 18:18 |
| 7.     | VfTuB 1900 Werdau       | 18   | 6  | 2 | 10 | 34:45 | 14:22 |
| 8.     | VfL Lichtenstein        | 18   | 5  | 0 | 13 | 29:87 | 10:26 |
| 9.     | SpVgg 1906 Crimmitschau | 18   | 4  | 0 | 14 | 42:71 | 8:28  |
| 10.    | PSV Zwickau             | 18   | 2  | 1 | 15 | 28:74 | 5:31  |

|  | Play-off titel |
|  | Degradatie     |

Play-off
|  |                   |       |                 |  |
|  | Planitzer SC 1912 | 3 – 2 | SVgg Meerane 07 |  |
|  |                   |       |                 |  |

## 1. Klasse
| Plaats | Club                     | Wed.           | W              | G              | V              | Saldo          | Ptn.           |
| ------ | ------------------------ | -------------- | -------------- | -------------- | -------------- | -------------- | -------------- |
| 1.     | SC Niederlungwitz        | 16             | 13             | 1              | 2              | 53:20          | 27:05          |
| 2.     | SV Hartenstein           | 16             | 13             | 0              | 3              | 48:20          | 26:06          |
| 3.     | VfL Schneeberg           | 16             | 13             | 0              | 3              | 51:27          | 26:06          |
| 4.     | VfL Hohenstein-Ernstthal | 15             | 8              | 0              | 7              | 49:28          | 16:14          |
| 5.     | VfL Reichsbahn Glauchau  | 15             | 7              | 1              | 7              | 51:39          | 15:15          |
| 6.     | Fußballring Crossen      | 16             | 6              | 0              | 10             | 46:55          | 12:20          |
| 7.     | SC Wildenfels            | 16             | 6              | 0              | 10             | 40:47          | 12:20          |
| 8.     | VfL Reichsbahn Zwickau   | 16             | 2              | 2              | 12             | 12:53          | 06:26          |
| 9.     | SV Niederhaßlau          | 16             | 1              | 0              | 15             | 18:69          | 02:30          |
| 10.    | BC Vielau                | Teruggetrokken | Teruggetrokken | Teruggetrokken | Teruggetrokken | Teruggetrokken | Teruggetrokken |

|  | Promotie   |
|  | Degradatie |